# Abi Tucker
 (janvier 2015).
Si vous disposez d'ouvrages ou d'articles de référence ou si vous connaissez des sites web de qualité traitant du thème abordé ici, merci de compléter l'article en donnant les références utiles à sa vérifiabilité et en les liant à la section « Notes et références ».
Abigail Anne "Abi" Tucker (née le 22 janvier 1973) est une actrice et auteur-compositeur-interprète australienne.

## Biographie
Elle a débuté dans Hartley, cœurs à vif. Au départ, elle devait juste y faire une apparition mais finalement, elle retient l’attention du public.
En 2000, elle joue dans la comédie The Wog Boy.
Dans la série Nos vies secrètes (2001-2003), elle se fait davantage connaître en tant que chanteuse. Elle signe deux chansons qui apparaissent dans la bande originale de la série. Abi Tucker décide d’arrêter la série pour se consacrer pleinement à sa carrière musicale.
En 2003, elle sort son premier album Dreamworld et entame une tournée en Australie.
Parallèlement, elle décide de reprendre sa carrière d’actrice et elle obtient le rôle de Grâce dans McLeod's Daughters.
Son second album, One December Moon, sort en 2008.
En 2009, elle joue dans une pièce de théâtre intitulée The Poor Boy.

## Filmographie
- 1994-1995 : Hartley, cœurs à vif
- 1999 : Brigade des mers
- 1999 : The New Girlfriend
- 2000 : The Wog Boy
- 2001 : My Husband My Killer
- 2001-2003 : Nos vies secrètes
- 2007-2009 : McLeod's Daughters

## Discographie
- 2003 : Dreamworld
- 2008 : One December Moon
- 2020 : Who Do You Really Know ? (disponible sur les plates-formes de téléchargement)